# 首都医科大学
首都医科大学（しゅといかだいがく、首都医科大学、首都醫科大學、英語: Capital Medical University）は、北京市豊台区に本部を置く中国の公立医科大学である。1960年に設置された。 

## 概要
1960年に「北京第二医学院」として設置された。1985年に「首都医学院」に改称。1986年、北京に属する重点学校に認定され、1994年教育部の承認により、現在の「首都医科大学」に改称した。

## 組織
学部・大学院
- 基礎医学院
- 薬学院
- 公共衛生学院
- 生物医学工学院
- 漢方医学・薬学院
- 衛生管理・教育学院
- 看護学院
- 継続教育学院
- 国際学院
- マルクス主義学部

付属病院
- 首都医科大学付属宣武医院(第一臨床医学院)
- 首都医科大学付属北京友誼医院(第二臨床医学院)
- 首都医科大学付属北京朝陽医院(第三臨床医学院)
- 首都医科大学付属北京同仁医院(第四臨床医学院)
- 首都医科大学付属北京天壇医院(第五臨床医学院)
- 首都医科大学付属北京安貞医院(第六臨床医学院)
- 首都医科大学付属復興医院(第八臨床医学院)
- 首都医科大学付属北京佑安医院(第九臨床医学院)
- 首都医科大学付属北京胸科医院(第10臨床医学院)
- 首都医科大学北京三博脳科医院(第11臨床医学院)
- 首都医科大学付属北京地壇医院(第12臨床医学院)
- 首都医科大学付属北京児童医院(小児科医学院)
- 首都医科大学付属北京口腔医院(口腔医学院)
- 首都医科大学付属北京安定医院(精神衛生学院)
- 首都医科大学付属北京産婦人科医院(婦産医学院)
- 首都医科大学付属北京中医院(中医薬臨床医学院)
- 首都医科大学付属北京世紀壇医院(腫瘍医学院)
- 首都医科大学付属北京リハビリテーション医院(北京康復医学院)
- 首都医科大学付属北京潞河医院(潞河臨床医学院)
- 中国リハビリテーション研究中心(リハビリテーション医学院)
- 北京市疾病予防控制中心(予防医学教学基地)

## 日本における協定校
- 東京医科歯科大学
- 新潟薬科大学
- 川崎医科大学
- 鶴見大学